# Chiselet
Chiselet é uma comuna romena localizada no distrito de Călăraşi, na região de Muntênia. A comuna possui uma área de 60.93 km² e sua população era de 3554 habitantes segundo o censo de 2007.